# Метод на най-големия остатък
Методът на най-големия остатък (известен още като метод на Хеър – Ниймайер) е начин за разпределяне на мандати между политически партии при провеждането на избори по пропорционална избирателна система с кандидатски листи. Методът на най-големия остатък често се противопоставя на метода на най-високата средна стойност (известен още като метод на Д`ондт). Методът на най-големия остатък е благоприятен за малките партии (политически плурализъм), докато метода на Д'Ондт дава повече мандати на големите партии (стабилност на управляващото мнозинство).

## Прилагане в България
За първи път методът е използван в България при провеждането на Изборите за членове на Европейския парламент от Република България през 2007 г. По-късно същата година се използва и при разпределянето на местата в общинските съвети на Местни избори 2007. След измененията на ЗИНП от 2009 г., методът на Хеър-Ниймайер заменя метода на Д`ондт при разпределянето на мандатите на народните представители в българския парламент.
През 2014 Венецианската комисия, в доклад до Народното Събрание, предложи метода на най-големия остатък да се замени с „метода на делителите“ (или метод на Д'Ондт).

## Метод
Методът на най-големия остатък изисква броят на гласовете, получени от всяка партия, да се раздели на така наречената квота на Хеър (вижте по-долу). При делението се получава цяло число и остатък – обикновена правилна дроб.
Всяка партия получава предварителни мандати, колкото е полученото цяло число. По този начин е възможно да останат незаети мандати, чийто брой е равен на сумата на остатъците. На следващата стъпка партиите получават до един допълнителен мандат по следното правило. Първа получава допълнителен мандат партията с най-голям остатък, втора партията със следващия по големина остатък и така, докато се заемат всички неразпределени мандати. Оттук и името на метода – на най-големия остатък.

## Квота

### Квота на Хеър
Съществуват различни методи за изчисляване на квотата. Най-често използваният метод е квота на Хеър:
{\displaystyle {\frac {\mbox{votes}}{\mbox{seats}}}}
Където:

votes е общият брой на гласовете, а

seats е броят на мандатите, които следва да бъдат разпределени.
Използването на квотата гарантира, че при разпределянето на мандатите сумата от получените предварителни мандати няма да надхвърли броя на мандатите за разпределяне, като в перфектния случай няма да остане нито един мандат за преразпределяне.

### Квота на Друуп
Друг често използван метод е квота на Друуп. Тя представлява цялото на десетичната дроб от следната формула:
{\displaystyle \left\lfloor {\frac {\mbox{votes}}{{\mbox{seats}}+1}}+1\right\rfloor }
Т.е. представлява закръглена до по-малкото цяло чисто.
Където:

votes е общият брой на гласовете, а

seats е броят на мандатите, които следва да бъдат разпределени.
Всъщност квотата на Друуп е най-малката възможна квота, която гарантира, че броят на предварителните мандати от разпределението няма да надхвърли общия брой мандати за разпределяне.

### Квота на Хагенбах-Бишоф
Доста прилича на квотата на Друуп, но се закръгля до по-голямото кръгло число. Или математически изразено:
{\displaystyle {\frac {{\mbox{total}}\;{\mbox{votes}}}{1+{\mbox{total}}\;{\mbox{seats}}}}}
Смята се, че квотата на Хеър е по-благоприятна за малките и непопулярни партии в сравнение с квотата на Друуп, която е по-благоприятна към големите и популярни партии, защото теоретически е възможно партия да получи по-малко от половината мандати, при положение, че е получила повече от половината действителни гласове.

## Пример
Да приемем, че има избори, при които трябва да се разпределят 10 мандата (места), и има 100 000 валидни гласа.

### Квота на Хеър
| Партия                     | 1      | 2      | 3      | 4      | 5    | 6    | общо    |
| Гласове                    | 47 000 | 16 000 | 15 800 | 12 000 | 6100 | 3100 | 100 000 |
| Мандати                    |        |        |        |        |      |      | 10      |
| Квота на Хеър              |        |        |        |        |      |      | 10 000  |
| Гласове/Квота              | 4,70   | 1,60   | 1,58   | 1,20   | 0,61 | 0,31 |         |
| Предварителни мандати      | 4      | 1      | 1      | 1      | 0    | 0    | 7       |
| Остатък                    | 0,70   | 0,60   | 0,58   | 0,20   | 0,61 | 0,31 |         |
| Първи неразпределен мандат | 1      | 0      | 0      | 0      | 0    | 0    | 3       |
| Втори неразпределен мандат | 0      | 0      | 0      | 0      | 1    | 0    | 3       |
| Трети неразпределен мандат | 0      | 1      | 0      | 0      | 0    | 0    | 3       |
| Общо мандати               | 5      | 2      | 1      | 1      | 1    | 0    | 10      |

### Квота на Друп
| Партия                     | 1      | 2      | 3      | 4      | 5     | 6     | общо    |
| Гласове                    | 47 000 | 16 000 | 15 800 | 12 000 | 6100  | 3100  | 100 000 |
| Мандати                    |        |        |        |        |       |       | 10      |
| Квота на Друп              |        |        |        |        |       |       | 9091    |
| Гласове/Квота              | 5,170  | 1,760  | 1,738  | 1,320  | 0,671 | 0,341 |         |
| Предварителни мандати      | 5      | 1      | 1      | 1      | 0     | 0     | 8       |
| Остатък                    | 0,170  | 0,760  | 0,738  | 0,320  | 0,671 | 0,341 |         |
| Първи неразпределен мандат | 0      | 1      | 0      | 0      | 0     | 0     | 2       |
| Втори неразпределен мандат | 0      | 0      | 1      | 0      | 0     | 0     | 2       |
| Общо мандати               | 5      | 2      | 2      | 1      | 0     | 0     | 10      |

## Изводи
За гласоподавателя е лесно да разбере как се разпределят мандатите между партиите. Използването на квотата позволява резултатите да не се влияят от това дали партията има голям, или малък дял от общите гласове. Дали дадена партия ще получи допълнителен мандат, или не – зависи от разпределението само на остатъците, т.е. разпределението на гласовете за неразпределените мандати. Силно е вероятно партия с много малък остатък да загуби дори и предварителен мандат при промяна в параметрите на базовите резултати, което се нарича парадокс. Например при увеличаване на общия брой на мандатите, може дадена партия да загуби мандат (известно като Парадоксът „Алабама“). Методът на Д'ондт не позволява да се случват такива парадокси, но е по-труден за разбиране от гласоподавателите и изглежда по-несправедлив.

## Изпълнение и парадокси
Методът на най-големия остатък е разработен, така че да удовлетворява квотата. Въпреки това, в някои крайни случаи е възможно да се получат неочаквани изкривявания в резултатите – парадокси. Парадоксът Алабама представлява случая, когато увеличаването на общия брой на мандатите с един води до намаляване на разпределените мандати за определена партия.
Да допуснем, че искаме да разпределим 25 мандата между 6 партии със следните пропорции на гласовете: 1500:1500:900:500:500:200. Двете партии с по 500 гласа получават по три мандата при разпределянето на 25. Но ако добавим още един мандат в общата бройка виждаме, че тези партии получават само по два мандата.
|                       | Разпределяне на 25 мандата | Разпределяне на 25 мандата | Разпределяне на 25 мандата | Разпределяне на 25 мандата | Разпределяне на 25 мандата | Разпределяне на 25 мандата | Разпределяне на 25 мандата | Разпределяне на 26 мандата | Разпределяне на 26 мандата | Разпределяне на 26 мандата | Разпределяне на 26 мандата | Разпределяне на 26 мандата | Разпределяне на 26 мандата | Разпределяне на 26 мандата |
| Партия                | A                          | B                          | C                          | D                          | E                          | F                          | общо                       | A                          | B                          | C                          | D                          | E                          | F                          | общо                       |
| Гласове               | 1500                       | 1500                       | 900                        | 500                        | 500                        | 200                        | 5100                       | 1500                       | 1500                       | 900                        | 500                        | 500                        | 200                        | 5100                       |
| Мандати               |                            |                            |                            |                            |                            |                            | 25                         |                            |                            |                            |                            |                            |                            | 26                         |
| Квота на Хеър         |                            |                            |                            |                            |                            |                            | 204                        |                            |                            |                            |                            |                            |                            | 196                        |
| Гласове/Квота         | 7.35                       | 7.35                       | 4.41                       | 2.45                       | 2.45                       | 0.98                       |                            | 7.65                       | 7.65                       | 4.59                       | 2.55                       | 2.55                       | 1.02                       |                            |
| Предварителни мандати | 7                          | 7                          | 4                          | 2                          | 2                          | 0                          | 22                         | 7                          | 7                          | 4                          | 2                          | 2                          | 1                          | 23                         |
| Остатък               | 0.35                       | 0.35                       | 0.41                       | 0.45                       | 0.45                       | 0.98                       |                            | 0.65                       | 0.65                       | 0.59                       | 0.55                       | 0.55                       | 0.02                       |                            |
| Разпределени мандати  | 0                          | 0                          | 0                          | 1                          | 1                          | 1                          | 3                          | 1                          | 1                          | 1                          | 0                          | 0                          | 0                          | 3                          |
| Общо мандати          | 7                          | 7                          | 4                          | 3                          | 3                          | 1                          | 25                         | 8                          | 8                          | 5                          | 2                          | 2                          | 1                          | 26                         |